# 22370 Італокальвіно
22370 Італокальвіно (22370 Italocalvino) — астероїд головного поясу, відкритий 15 жовтня 1993 року.
Тіссеранів параметр щодо Юпітера — 3,165.